# Enrico IV (Pirandello)
Enrico IV è un dramma in 3 atti di Luigi Pirandello. Fu scritto nel 1921 e rappresentato il 24 febbraio 1922 al Teatro Manzoni di Milano.
Considerato il capolavoro teatrale di Pirandello insieme a Sei personaggi in cerca d'autore, Enrico IV è uno studio sul significato della pazzia e sul tema caro all'autore del rapporto, complesso e alla fine inestricabile, tra personaggio e uomo, finzione e verità.

## Trama
Un nobile del primo '900 prende parte ad una cavalcata in costume nella quale impersona l'imperatore Enrico IV di Franconia; alla messa in scena prendono parte anche Matilde Spina, donna della quale è innamorato, nei panni di Matilde di Canossa, ed il suo rivale in amore Belcredi. Quest'ultimo disarciona Enrico IV, il quale nella caduta batte la testa e si convince di essere realmente il personaggio storico che stava impersonando.
La follia dell'uomo viene assecondata dai servitori che il nipote Di Nolli, figlio della sorella,
mette al suo servizio per alleviare le sue sofferenze; dopo 12 anni Enrico guarisce e comprende che Belcredi lo ha fatto cadere intenzionalmente per rubargli l'amore di Matilde. Decide così di fingersi ancora pazzo, di immedesimarsi nella sua maschera per non voler vedere la realtà dolorosa.
Dopo 20 anni dalla caduta, Matilde, Belcredi, Frida (la figlia di Matilde), Di Nolli (ora fidanzato con Frida) e uno psichiatra vanno a trovare Enrico IV. Lo psichiatra è molto interessato al caso della pazzia di Enrico IV, che continua, a loro insaputa, la sua finzione, e dice che per farlo guarire si potrebbe provare a ricostruire la stessa scena di 20 anni prima e ripetere la caduta da cavallo. La scena viene così allestita, ma al posto di Matilde recita la figlia. Enrico IV si ritrova così di fronte la ragazza, che è esattamente uguale alla madre Matilde da giovane, la donna che Enrico aveva amato e che ama ancora. Ha così uno slancio che lo porta ad abbracciare la ragazza, ma Belcredi, il suo rivale, non vuole che la ragazza venga abbracciata e si oppone. Enrico IV sguaina così la spada e ferisce Belcredi. Per sfuggire definitivamente alla realtà (e alle conseguenze del suo gesto), decide di fingersi pazzo per sempre, con Belcredi che urla che l'uomo non è più pazzo mentre viene portato via.

## Commento dell'opera
L'opera fu scritta appositamente per Ruggero Ruggeri, uno degli attori più noti dell'epoca e appartenente, assieme a Marta Abba ed altri, alla compagnia del Teatro d'Arte di Roma fondato dal drammaturgo a Roma, come testimonia una lettera di Pirandello stesso indirizzata a Ruggeri:
(Luigi Pirandello, Lettera a Ruggero Ruggeri del 21 settembre 1921)
Il personaggio di Enrico IV, del quale non ci viene mai svelato il vero nome, quasi a fissarlo nella sua identità fittizia, è descritto minuziosamente da Pirandello. Enrico è vittima non solo della follia, prima vera poi simulata, ma dell'impossibilità di adeguarsi ad una realtà che non gli si confà, essendo ormai stritolato dal ruolo fisso (o dalla maschera) del pazzo.
La stessa ambientazione del dramma richiama l'aperta mendacità della situazione, in bilico tra la realtà e la finzione: la reggia dove Enrico risiede e la costruzione drammaturgica dell'insieme richiamano la fissità delle unità aristoteliche ma al contempo se ne distanziano, proiettando il personaggio nel passato perduto, nel presente che non può vivere con la sua vera identità  e nel futuro nel quale è impossibilitato a proiettarsi poiché considerato pazzo; la reggia stessa è palesemente finta, così come sono posticci i costumi di coloro che vi agiscono. La pazzia durata dodici anni gli ha poi sottratto Matilde per mano del rivale in amore Belcredi, acuendo la situazione di disagio di Enrico IV che non riesce a trovare un ruolo nel presente.
La fissità della forma nella quale Enrico IV è rinchiuso ha rappresentato però, al contempo, anche una salvezza per l'uomo, che vi si è rifugiato conservando una lucida estraneità alla vita reale vissuta da coloro che gli sono vicini e permettendogli di non lasciarsi travolgere dai propri sentimenti:
(Enrico IV, atto terzo)
In questo modo Enrico IV tenta, nonostante abbia ormai ammesso la sua guarigione, di dimostrare quanto false ed ipocrite siano le vite di coloro che lo circondano, cristallizzate in una forma di cui non sono neanche consapevoli. La stessa morte di Belcredi per mano di Enrico IV simboleggia non la vendetta per gelosia, ma il bisogno esasperato di netto taglio con il passato perduto. Spaventando tutti, potrà continuare a fingersi pazzo, vivendo la propria vita in libertà e non più costretto da rigide imposizioni dalle quali oramai è libero.
I venti anni perduti gli sembrano riconquistati quando gli appare Frida, figlia di Matilde e ritratto della stessa da giovane, ma è un'illusione che dura poco: solo rifugiandosi di nuovo nella pazzia, con l'omicidio di Belcredi, Enrico IV si sottrae di nuovo al fluire del tempo ed al rimpianto degli anni perduti.
Pirandello trova sensatezza nella follia, che diviene punto di rottura con la falsità della realtà: se Enrico IV è un alienato emarginato dalla società, si schiera nelle lunghe file dei personaggi novecenteschi che si arroccano in altre dimensioni rispetto alla realtà sensibile e che sono coscienti della loro situazione, come il Des Esseintes di Joris Karl Huysmans o Rosario Chiarchiaro di un suo lavoro precedente, La patente. Enrico IV è quindi personaggio del suo tempo, metafora dell'uomo moderno con tutte le sue problematiche. Sebbene pazzo, lo si connota come personaggio positivo, distruttore di verità fittizie ma, al contempo, è anche sinonimo di repressione volontaria, di senso della rinuncia autoindotto.

## Adattamenti cinematografici
- Enrico IV, film di Giorgio Pàstina (1943)
- Enrico IV, film di Claudio Fino (1967)
- Enrico IV, film di Marco Bellocchio (1984)

## Edizioni
- Luigi Pirandello, Enrico IV., Firenze, Bemporad e figlio, 1922. URL consultato il 9 aprile 2015.

- Luigi Pirandello, Maschere nude, a cura di Italo Zorzi e Maria Argenziano, Newton Compton Editori, 2007